# Сан Ђулијано ди Пуља
Сан Ђулијано ди Пуља (итал. San Giuliano di Puglia) је насеље у Италији у округу Кампобасо, региону Молизе.
Према процени из 2011. у насељу је живело 1011 становника. Насеље се налази на надморској висини од 472 м.

## Становништво
| 1931. | 1936. | 1951. | 1961. | 1971. | 1981. | 1991. | 2001. | 2011. |
| ----- | ----- | ----- | ----- | ----- | ----- | ----- | ----- | ----- |
| 1.652 | 1.694 | 1.934 | 1.800 | 1.583 | 1.519 | 1.251 | 1.163 | 1.057 |